# Cogeco
Cogeco é um grupo canadense das telecomunicações, que opera no Quebec e no Ontário, no Canadá, e em Portugal, através da Cabovisão.

## Serviços

### Televisão

#### Canadá
No Canadá, 98% dos clientes da Cogeco conseguem aceder à Televisão Digital, e 90% a serviços de Video-on-Demand. Actualmente, também 93% dos clientes conseguem aceder a serviços de televisão de alta definição.
Para os serviços de Televisão Digital, a Cogeco utiliza caixas da Motorola.

#### Portugal
Em Portugal, a subsidiária Cabovisão começou em 2007 a implantação da Televisão Digital, com a passagem de canais por assinatura do Analógico para o Digital e oferecendo canais exclusivos para a plataforma Digital, acessíveis a qualquer cliente que alugue a caixa

### Internet

#### Canadá
Para os seus serviços de Internet, a Cogeco utiliza uma rede conforme com as normas DOCSIS 1.0 e 1.1, norma esta também utilizada para os serviços de Telefone.
No Canadá, a Cogeco oferece os seguintes pacotes para subscritores residentes:
- Pro - 16000 kbit/s para download e 1000 kbit/s para upload
- Standard - 10000 kbit/s para download e 640 kbit/s para upload
- Lite - 640 kbit/s para download e 150 kbit/s para upload

#### Portugal
Em Portugal, a Cabovisão utiliza redes conformes com uma variante da norma dita acima, a Euro-DOCSIS, também utilizada para os serviços de telefone.
A Cabovisão oferece os seguintes pacotes para subscritores residentes (pacotes estes que podem vir separados ou num pacote Duplo ou Triplo):
- até 3Mb
- até 10Mb;
- até 20Mb;
- até 30Mb;
- até 60Mb;
- até 120Mb;

### Telefone

#### Canadá
A Cogeco utiliza a tecnologia VoIP para servir os seus clientes com serviços de telefone, utilizando a rede de Internet como ligação ao exterior.

#### Portugal
A Cabovisão utiliza a mesma tecnologia para servir os seus clientes e utiliza também a rede de Internet como ligação ao exterior.